# Yuza
Yuza (jap. 遊佐町 Yuza-machi) – miasto w Japonii, na wyspie Honsiu, w prefekturze Yamagata. Według danych na rok 2020 miejscowość zamieszkiwało 13 032 mieszkańców , a gęstość zaludnienia wyniosła 62,5 os./km².